# Os TF
Os Turnforening is een Noorse omnisportvereniging uit Os, opgericht in 1905. De vereniging is actie in het voetbal, turnen, handbal en atletiek.

## Geschiedenis
De vereniging werd opgericht in 1905. De afdeling voetbal is semi-onafhankelijk en hanteert 1919 als jaar van oprichting.

## Voetbal
Het herenteam speelde in 1975 gedurende één seizoen in de Noorse 1. divisjon, destijds bekend onder de naam Eliteserien. Het elftal speelt in het Kuventræ Stadion en komt anno 2024 uit in de 3. divisjon, het vierde niveau in Noorwegen.